# Pedicularis rigidescens
Pedicularis rigidescens är en snyltrotsväxtart som beskrevs av Takasi Takashi Yamazaki. Pedicularis rigidescens ingår i släktet spiror, och familjen snyltrotsväxter. Inga underarter finns listade i Catalogue of Life.